# كهف لا باسيغا
كهف لا باسيغا، هو أحد أهم المعالم الأثرية لفن العصر الحجري القديم في كانتابريا والواقع في بلدية بوينتي فايسجو الإسبانية. ضُمن في قائمة التراث العالمي لليونسكو منذ يوليو 2008، وذلك كجزء من تسجيل: «كهف ألتميرا والحجري القديم فن الكهوف في شمال إسبانيا.» 
يقع في قلب مجتمع المقاطعة الأحادي، في وسط وادي نهر باس، حول كهف هورنوس دي لا بينا ومونتي كاستيلو، في نفس مجموعة كهوف لاس مونيداس ولاس شيمينيس وكهف إل. كاستيلو. تشكل كهوف مونتي كاستيلو سلسلة كاملة بشكل مثير للدهشة، سواء فيما يتعلق بالثقافة المادية للعصر الحجري القديم أو من وجهة نظر فنية. لا باسيغا عبارة عن رواق ضخم، يبلغ مداه المعروف أكثر من 120 مترًا، ويمتد بشكل موازٍ إلى حد ما لمنحدر الجبل، ويفتح على السطح في ستة أماكن مختلفة: ستة أفواه صغيرة، أغلبيتها مسدودة، اثنان منها يمكن يمكن الوصول إليها للتفتيش. تبلغ مساحة الرواق الرئيسي حوالي 70 مترًا ويفتح على أروقة ثانوية أعمق ومتعرجة ومتاهة، والتي تتسع في الأماكن لتشكل غرفًا كبيرة. وهكذا يشير المرء إلى «الغرفة II-VIII»، أو الغرفة المسماة "Gallery B"، أو «الغرفة 11» في "Gallery C"، وكلها ذات زخارف من العصر الحجري القديم. تحتوي الغرفتان الأخيرتان على بعض المحميات الصخرية التي سيتم ذكرها فيما أدناه.
تنتمي البقايا المسجلة بشكل أساسي إلى عصور السولوترين العليا والعصر المجدلية السفلى، على الرغم من العثور أيضًا على أشياء قديمة. في عام 2018، كشف تأريخ اليورانيوم - الثوريوم عن رمز عددي الشكل (على شكل سلم) أقدم من 64000 عام، وبالتالي صنعه إنسان نياندرتال. يوجد في جميع أنحاء الكهف العديد من «الجدران» بلوحات وصور منقوشة أو محفورة. هناك تمثيلات من الخيول (الخيول)، والآيائل (الغزلان، الذكور والإناث) والأبقار (الماشية). هناك أيضًا العديد من الرموز المجردة (الأشكال الأيديولوجية).

## اكتشاف
يمكن أن يُنسب الاكتشاف العلمي لـ لا باسيغا إلى ويرنر (Werner) وهوغو أوبرماير (Hugo Obermaier). أثناء التنقيب في كهف ديل كاستيلو في عام 1911، تلقوا أخبارًا تفيد بأن العمال يعرفون تجويفًا آخر قريبًا، أطلق عليه القرويون «لا باسيغا». سرعان ما أكد المحققون أن الكهف يحتوي على لوحات صخرية. في وقت لاحق، بدأ هنري بروي (Henri Breuil) وهوغو أوبرماير وهيرميليو ألكالد ديل ريو (بالإسبانية: Hermilio Alcalde del Río) دراستهم المنهجية للكهف. ومع ذلك، لا يمكن إنهاء الدراسة بسبب عملهنري بروي المستمر على ماغنوم أوبوس. كان من الضروري إعداد دراسة منفصلة، وقد نُشرت في عام 1913. كانت الدراسة حاسمة للنهوض بعلوم ما قبل التاريخ في إسبانيا.

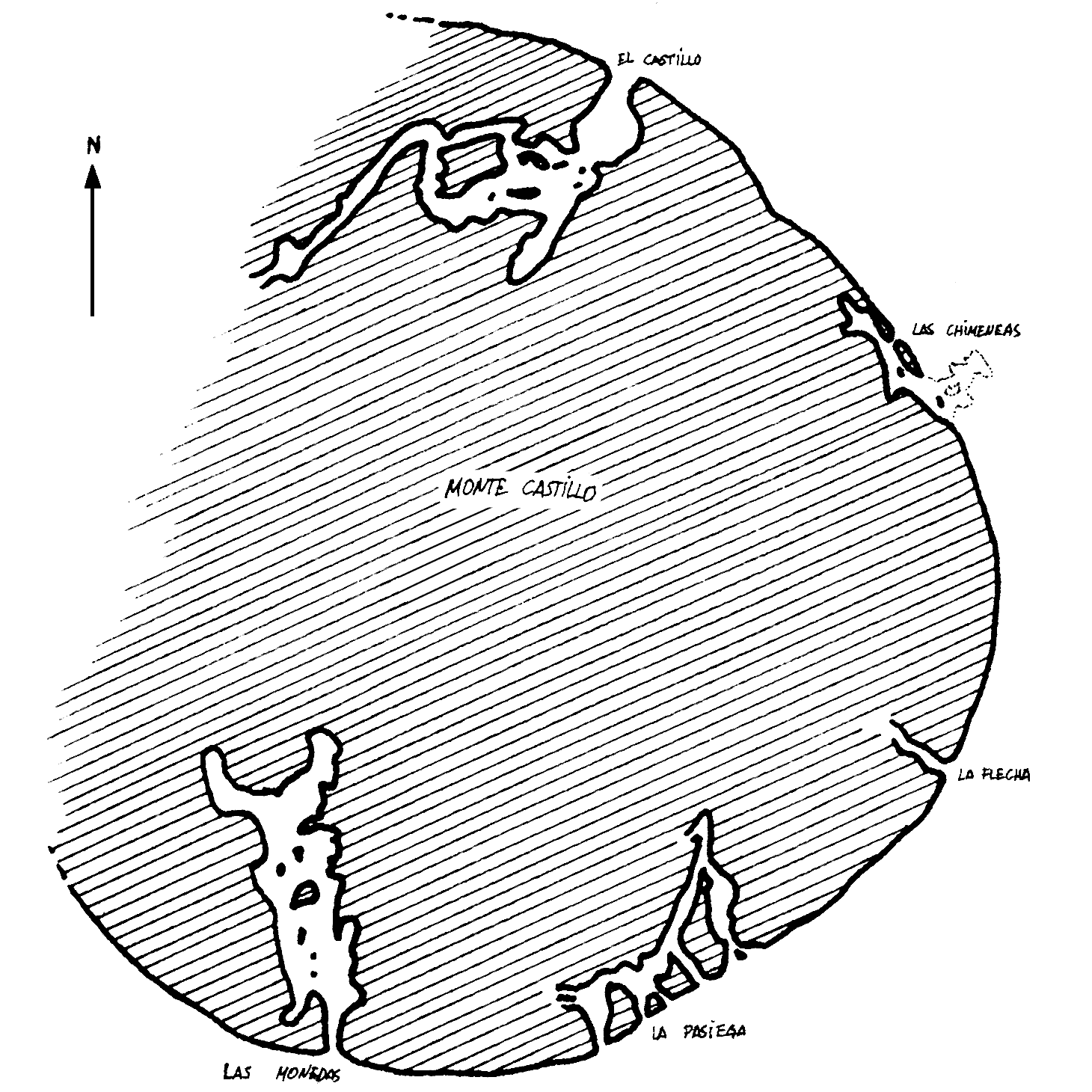
مخطط وصفي للكهوف في مونتي كاستيلو (بوينتي فيسجو، كانتابريا)

«في العقد التالي، كان من المقرر أن يساعد ألكالد ديل ريو بشكل كامل في المشروع الدولي الذي يرعاه معهد علم الإنسان في باريس، والذي برز فيه كل من آبي بروي وهـ. أوبرماير. هذه هي الفترة التي تم فيها اكتشاف كهف لا باسيغا. هذه هي أهم لحظة في دراسة الفن الصخري في كانتابريا. كان من المقرر أن تظهر ثمار هذا العمل في المنشورات الضخمة المشتركة حول كهوف المنطقة، الصادرة في موناكو، في العمل العام (ألكالد ديل ريو، بروي وسيارة، 1911)، وتحديداً في لا باسيغا (بروي، أوبرماير وألكالدي ديل ريو، 1913)» - خواكين غونزاليس إتشيغاراي
في عام 1903 اكتشف ألكالد ديل ريو كهف إل كاستيلو، وكما لوحظ، قام أوبرماير بحفريات بين عامي 1910 و 1914. استمرت الحفريات في أوقات مختلفة، بشكل متقطع، حتى عصرنا، من قبل متخصصين مؤهلين. في نهاية المطاف، تولى التحقيق عالم الآثار رودريجو دي بالبين بيرمان وسيزار غونزاليس ساينز. بعد اكتشاف «لا باسيغا» والحملات الأولى، تمت زيارة المنطقة قليلاً - بشكل رئيسي بسبب الظروف التاريخية الصعبة لإسبانيا في الثلاثينيات. بعد ذلك، في عام 1952، أثناء إنشاء مزرعة للأوكالبتوس، عُثر على كهف آخر به كنز نقدي صغير من القرن السابع عشر: ومن هنا كان يسمى الكهف الجديد «لاس مونيداس»: ومع ذلك، عُثر فيه على ملاذ صخري مع صور ورسومات مهمة. في ضوء ذلك، خلص المهندس ألفريدو غارسيا لورينزو إلى أن مونتي كاستيلو يحمل المزيد من الأسرار. لذلك، شُرع في مسح جيولوجي نتج عنه في العام التالي اكتشاف كهف آخر به لوحات صخرية، "Las Chimeneas" («المداخن»)، وكذلك كهف آخر أقل أهمية مثل "La Flecha"، " Castañera "و" Lago "وما إلى ذلك.

## علماء آثار آخرون
قدم الكهف، نظرًا لاحتوائه على بقايا عهدي السوليوترية والمجدلية الكانتبريان، الأساس لسلسلة كرونولوجية للوحات «الجدار». كانت الحفريات قديمة، وكان آخرها الدكتور جيسوس كاربالو في عام 1951. كان هناك مستوى أساسي مع المشغولات اليدوية الغامضة والتي، من خلال خصائصها، بدت مرتبطة بمرحلة موستيرية محتملة. وفوق ذلك، كان هناك مستوى السوليوترية غني نسبيًا بأدوات مميزة جدًا مثل 'feuilles de laurier' (نقاط أوراق) ونقاط مسننة مع أفضل عمل ناتج عن تقشر الضغط الخفيف، مثل نقاط الرمح الخفيفة. يمكن أن يُعزى هذا المستوى بدقة إلى السوليوترية العليا. كانت أحدث طبقة أيضًا غنية نسبيًا، مع العديد من المناشف (الحفار)، ودبابيس المهاجم، والأشياء المثقبة من العظام والتي يمكن أن تنتمي إلى المجدلية السفلى. بالتأكيد، بالمقارنة مع الأهمية الطبقية لإل كاستيلو، فإن لا باسيغا هو تسلسل أثري أقل تنظيمًا، فيما يتعلق بالمواد التي عُثر عليها حتى الآن. ومع ذلك لا ينبغي بالتأكيد أن تكون أقل قيمة لهذا الغرض.

## لوحات الكهف
في الخطة التي اقترحها أندريه ليروي جورهان، يمكن اعتبار لا باسيغا مثالًا جيدًا على «الكهف الملاذ»، أو بشكل أكثر دقة كمجموعة من الملاذات من عصور مختلفة، مرتبة وفقًا لنماذج معينة. في الواقع، تطورت هذه الفكرة في أفكار مؤرخ ما قبل التاريخ الفرنسي المميز على وجه التحديد عندما زار كهوف كانتابريا، بينما كان يشارك في مجموعة من المحققين الأجانب الذين كانوا ينقبون في كهف ال بيندو (El Pendo) خلال الخمسينيات من القرن الماضي. «يمكنني بالتأكيد أن أؤكد أن دراسة الفن الصخري لشمال إسبانيا كانت حاسمة في أفكار الماجستير، التي اشتهرت منذ ذلك الحين من خلال منشوراته العديدة.» بالنسبة إلى ليروي جورهان (Leroi-Gourhan)، يحتوي هذا النوع من الكهوف على تسلسل هرمي مكاني أو طوبوغرافي معقد إلى حد ما يمكن من خلاله تمييز المجموعات الرئيسية من الحيوانات (bos التي تواجه equus، وتشكل ازدواجية)، والتي تحتل المناطق الأكثر وضوحًا أو تفضيلًا، تكملها الحيوانات (الغزلان، الماعز، إلخ) وأنواع أخرى أكثر عرضية ولكنها تؤدي وظيفتها الفرعية: من ناحية أخرى، من المعتاد أن تظهر الرموز الأيديومورفيكية في المناطق المحيطية أو الهامشية، أو في المناطق التي يصعب الوصول إليها:
تتوافق الحيوانات والرموز، بالتالي، مع نفس الصيغ الأساسية ثنائية منطقيًا وحتى يتم الدفاع عنها من خلال حقيقة أن الحيوانات من نفس النوع تظهر بشكل متكرر في أزواج، ذكورًا وإناثًا، على الرغم من أن dispositivo معقد للغاية بحيث لا يجب أن نفترض تفسيرًا بحت على أساس رمزية الخصوبة. العنصر الأول هو وجود نوعين A-B (الحصان– ثور البيسون)؛ في مواجهة نوعين من العلامات، المذكر والمؤنث، محاولة لإعطاء الحصان وثور البيسون نفس القيمة الرمزية أو على الأقل ثنائية التكافؤ من نفس نوع رموز الفئتين (S1 و S2).
من المفترض أن هناك استثناءات لهذه القاعدة، العديد من المتغيرات التي تعتمد على المناطق والعهود، وأهميتها ليست واضحة تمامًا في مخططها العام، ولكن يجب شرحها بطريقة معينة، أيضًا في لا باسيغا.

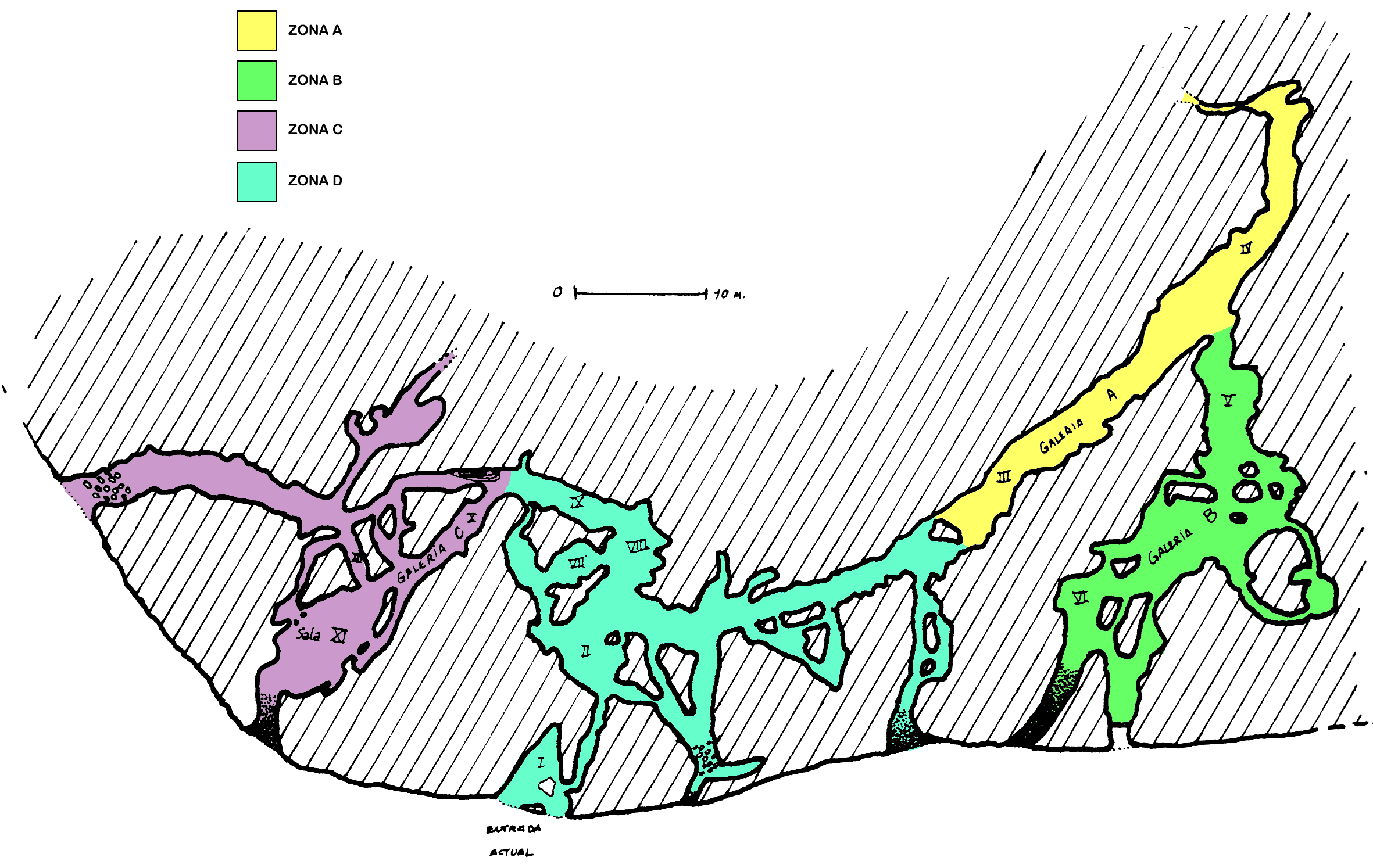
مخطط عام لكهف لا باسيغا

قام خواكين غونزاليس إتشيغاراي (Joaquín González Echegaray) ولاحقًا زملائه في العمل بتعدادات مختلفة لأنواع الحيوانات الممثلة، والتي قدر أحدها أكثر من 700 شكل ملون في هذا الكهف، من بين أمور أخرى: 97 غزالًا (69 أنثى و 28 ذكرًا))، 80 حصانًا، 32 وعلًا، 31 رأسًا من الماشية (17 بيسون و 14 ثورًا)، اثنان من أيائل الرنة، حيوان آكل للحوم، شامواه، الأقرن، طائر وسمكة؛ قد يكون هناك أيضًا ماموث وحوالي 40 رباعي الأرجل لم يتم التعرف عليهم بوضوح؛ أيضًا الأيديومورفيس، مثل على شكل سقف ورموز أخرى متنوعة بشكل مدهش (أكثر من 130)، وغالبًا ما تتضمن مجسمات مختلفة ومئات العلامات والآثار الممحاة جزئيًا.

### الرواق A، الملجأ الأول

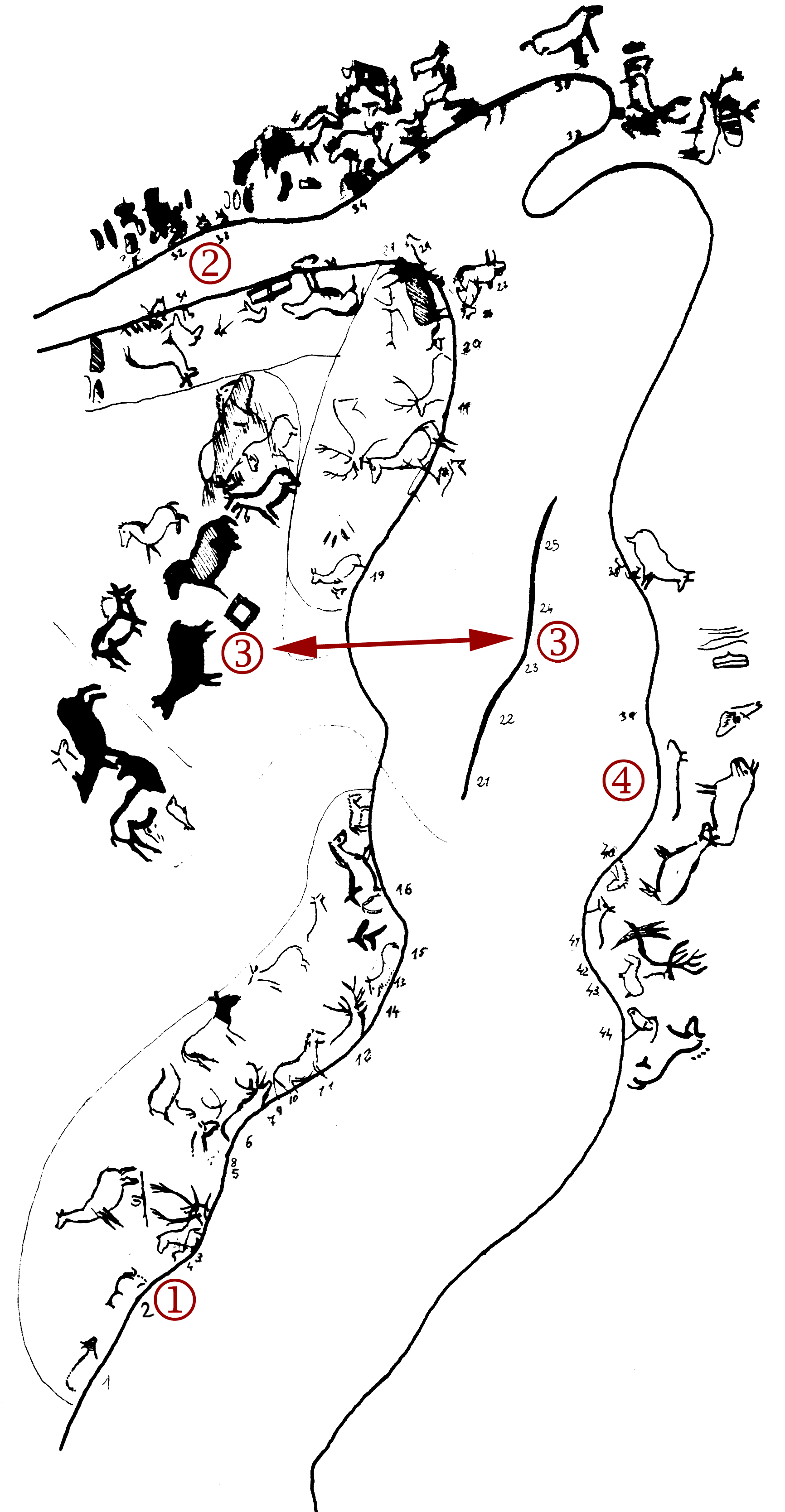
تخطيط وتخطيط الصور الصخرية للرواق A، الملجأ الأول

للوصول إلى الرواق (A)، من الضروري النزول ببئر صغير، ولكن في الأصل يمكن للمرء أن يدخل من خلال مدخل آخر، ومع ذلك، فقد حُظر تمامًا الآن بواسطة الهوابط والانهيارات من الخارج. يمتد الرواق إلى عمق 95 مترًا (من المدخل الحالي)، لكنه يضيق ولا يمكن معرفة ما إذا كان سيستمر إلى ما بعده. عند الدخول إلى الكهف، يمر المرء بمدخل مغلق على اليمين، ويظهر على عمق يتراوح بين 60 و 70 مترًا الاتصال بالرواق B، قبل قليل من مجموعة الصور الأكثر إثارة للاهتمام.
ثم على ارتفاع يزيد قليلاً عن 75 مترًا، يبدو أن الملجأ (يسمى بشكل صحيح) يبدأ، بأكثر من 50 غزالًا (غالبية إناث)، والخيول حوالي نصف هذا العدد، والماشية (الثيران والبيسون) وضعت بشكل استراتيجي مهيمن على الأماكن الأكثر وضوحا. في هذا الملجأ وُعثر على شبيه بالإنسان، والفرج، والرموز الخطية والمنقطة، وهو مربع وكمية كبيرة من tectiforms، حوالي ما يعادل الغزلان.
يمكن تجميع اللوحات في مجموعات مختلفة، مع الانتباه، قبل كل شيء، إلى معايير التأريخ، ولكن أيضًا التسلسل الفني والموضوعي الذي يتجلى مثل الساعة. يبدو أن هذه المجموعات مخططة مع الأعراف السيميائية في علم الحيوان التي كشفها Leroi-Gourhan.
تقع المجموعة الأولى الكبيرة على الجدار الأيسر للرواق، بما في ذلك الأشكال المرتبة على شكل إفريز مزدوج مع العديد من الغزلان، معظمها من الإناث، وكذلك الكثير من الخيول وثور البيسون الذي يقع في وسط التكوين. بينهما رموز تؤكد الارتباط بين الفرج والعصا، التمييز بين الذكر والأنثى. تبرز المجموعة موضوع Bison-Horse والذي يمكن تفسيره أيضًا على أنه نفس النوع من الثنائية. تكتمل المجموعة بمجموعة صغيرة أخرى من الخيول، والحيوانات المتبقية في الوسط والجزء العلوي من الإفريز، حيث لا يوجد سوى الأيدي والأشكال.
|  |  |

تتضمن تقنيات التنفيذ الخطوط العريضة للخلفيات والبيسون، والرسم الخطي (بين المخطط التفصيلي والنمذجة)، وفي مكانين فقط، يتم استخدام tinta plana الجزئي (الملء الانتقائي) (لرؤوس بعض الخلفيات). اللون السائد، دون أدنى شك، الأحمر، ولكن بطريقة صغيرة يظهر اللون الأصفر والأحمر المسترجن أيضًا. لم يستخدم النقش في هذه المجموعة.
بعد هذا، يجد المرء سلسلة من التجمعات ذات التنظيم الأقل، مرتبطة بشكل أو بآخر بهذه، على الجدار الأيسر للرواق: يظهر فيها كل نوع من الأشكال التي، بالتأكيد، تكمل المجموعة التالية. من الواضح أن الغزلان يسيطر عليها بالاقتران مع بعض الأشكال البشرية وعدد قليل من الماشية (ربما الأوخص)، التي يبدو أنها تقف بالنسبة للخيول في المجموعة التي تظهر بعد ذلك حول الزاوية..

تبدأ المجموعة الكبيرة الثانية حول منعطف إلى اليسار، في منطقة نهاية الرواق، حيث تصبح ضيقة: فهي تجمع بين الأشكال من جانب والآخر. هذه المرة تتساوى تقريبًا الخيول والغزلان العدد، كما هو معتاد في لا باسيغا، وأقل ولكن ليس أقل أهمية هي الماشية، اثنان منها من البيسون. يوجد أيضًا شبيه الإنسان أنثوي محتمل وحوالي ثلاثين رمزًا تكتيفورم مستطيل الشكل، وضع بالطريقة التي تبدو معتادة في هذا النوع من ملاذ الكهوف:
«تشغل الرموز، بشكل عام، مساحة منفصلة عن الحيوانات، إما في حدود الألواح، أو في مكان مخصص أو مجوف، أو مخبأ قريب أكثر أو أقل. ومع ذلك، هناك أسباب للاعتقاد بأن العلامات توضع فيما يتعلق بنفس الحيوانات.»
تتركز الماشية على الجانب الأيمن، مع ثلاثة خيول، وتشكل نواة الترتيب الديالكتيكي الثنائي لهذه المجموعة الثانية، وعلاوة على ذلك، هناك أيضًا شبيه الإنسان، وكلها محاطة بالحيوانات المحيطية النموذجية (الغزلان) والأشكال. على الجدار الأيسر، مع المزيد من الغزلان، الخيول الخمسة الأخرى التي يبدو أنها تقف في علاقة ثنائية مع الماشية المرسومة قبل الانحناء، والتي ذكرت في الوصف السابق. في نهاية الرواق، الذي بدأ يتحول إلى دنس ضيق، توجد علامات مستطيلة على كلا الجانبين.
|  |  |

في مكان قريب، في تجويف صغير هناك مجموعة ثالثة ذات مدى أقل. يوجد فيه خمسة أيائل، وعل، وبقر، تكمل جميعها سبع علامات مربعة الزوايا، أحدها على شكل قطعة برتقالية. يبدو الترتيب واضحًا من حيث المبدأ: تشكل صور الجدارين مواجهتين، من جانب البقري مع بعض علامات الغزلان والعلامات الاصطلاحية؛ هذا يواجه الخيول التي، بهذه الطريقة، تتماشى مع البيسون، وبقية الغزلان، والعلامات، والماعز.
كل هذا المجمع الكبير من اللوحات هو في الغالب في مخطط تفصيلي منمذجة باللون الأحمر.
تقع المجموعة الثالثة الكبيرة على تشكيل الصواعد المتدلية من القبو (مثل الاسم speleological bandera)، بين المجموعة الأولى الموصوفة بالفعل والأخيرة. تم تنفيذ المجموعتين، على الرغم من قربهما من بعضهما البعض، بأسلوب مختلف  مما أدى إلى الشك في أنهما نشأتا في فترات مختلفة. هناك حوالي عشرة خيول، وكذلك عدة خيول (وإن لم يكن كثيرًا)، وماشيتان ورمز مربع. قادمًا من اتجاه المدخل، يرى المرء أولاً معظم الخلفيتين، متبوعًا بترابط الخيول، والذي يوجد أسفله الرمز والخلفيات المتبقية.
|  |  |  |

التقنية السائدة، لدفئها وتكرار استخدامها، هي اللون المسطح - لون شجرة الدلب أو الطوب- إما مدمجة مع خطوط سوداء تشكل مخططًا في نوع من طريقة ثنائية اللون (كما يحدث في أحد الخيول)، أو التأكيد بخطوط محفورة التي تحدد تفاصيل (وهذا يمكن أن ينظر إليه على مختلف إناث الأيل)، أو المغلقة، مع سكرافيتو في الصخر لإضافة قوام الجلاء والقتمة، كما يحدث مع أنثى الأيل التي رسمت باللون الأحمر. ثلاثة من الخيول ورأس آخر أسود، والعلامة المربعة صفراء، وبقية الأشكال حمراء.
المجموعة الكبيرة الرابعة (والأخيرة)، التي وُضعت في مواجهة المجموعة الموصوفة للتو، على علاقة وثيقة جدًا بها، وتحتوي على عدد مماثل من الغزلان والخيول، جنبًا إلى جنب مع زوج من البيسون. من بين الرموز المختلفة، يظهر إيديومورف في شكل يد بارزًا، يذكرنا برموز سانتيان،  وعلامة حمراء يمكن أن تعني رأس بيسون بشع. في الموضع المركزي يظهر حصان وثور، يشكلان التركيبة الثنائية النموذجية، في أحد طرفي البيسون الآخر وفي الطرف المقابل الخيول المتبقية. لا يوجد tinta plana، ولا نقش ولا عمل ثنائي اللون: على العكس من ذلك، فهو في الغالب (مصمم بشكل أو بآخر) باللون الأحمر.

## روابط خارجية
- آرتي باليوليتيكو - كويفا دي لا باسيغا
- لاس كويفاس دي مونتي كاستيلو
- Galería de fotos de las Salas A y B
- Galería de fotos de la Sala C